# Império Galáctico (Star Wars)
O Império Galáctico é uma autocracia fictícia apresentada na franquia Star Wars. Foi introduzido pela primeira vez no filme Star Wars de 1977 e aparece em suas duas sequências: O Império Contra-Ataca (1980) e O Retorno de Jedi (1983). É a principal facção antagônica da trilogia original. O governo entra em colapso um ano após a conclusão da Guerra Civil Galáctica no Retorno de Jedi, e a Primeira Ordem é formada por remanescentes Imperiais. Um regime opressor e autocrático com uma burocracia complicada, o Império Galáctico busca assegurar um governo singular e controle social sobre cada planeta e civilização dentro da galáxia.
Em seu auge, o Império Galáctico se espalha por grande parte da galáxia conhecida de Star Wars, que consiste em milhões de sistemas estelares e bilhões de colônias, estaleiros, mundos-fortaleza e territórios externos. As origens do Império são retratadas na prequela Star Wars: Episódio III - A Vingança dos Sith (2005), onde substitui a República Galáctica no final das Guerras Clônicas orquestradas por Sheev Palpatine, que era então o Chanceler Supremo da República. Palpatine também é secretamente um Lorde das Trevas dos Sith chamado Darth Sidious, com a intenção de expurgar os Jedi e restaurar o Império Sith ao poder.
Palpatine acusa falsamente os Jedi de causar as Guerras Clônicas, uma guerra separatista, para enfraquecer a República e ganhar poder. Palpatine manipula o Senado Galáctico para usar soldados clones criados para lutar ao lado dos Jedi e, ao final da guerra, matá-los. Depois que o Grande Expurgo Jedi começa, ele mesmo reorganiza a República em um estado que poderia "garantir a segurança e estabilidade contínua, e fornecer uma sociedade segura e protegida" — um império galáctico — tendo ele mesmo como seu imperador. O Senado aplaude essa decisão com entusiasmo e elogia a aparente determinação, bravura e altruísmo de Palpatine.
Embora a identidade Sith de Palpatine permaneça um segredo para todos (exceto um punhado de indivíduos), seu aprendiz, o Lorde Sith Darth Vader, mantém uma presença mais pública, agindo como uma personificação do poder do Império. Na época do Episódio IV – Uma Nova Esperança, o Império se transformou em um regime totalmente autocrático, oposto pela Aliança para Restaurar a República. A conclusão da Estrela da Morte (uma arma capaz de destruir planetas), assim como a Batalha de Scarif (eventos retratados em Rogue One), permite que Palpatine dissolva o impotente Senado Imperial. O Império Galáctico é descrito e retratado em vários meios de comunicação de Guerra nas Estrelas como uma ditadura arrogante e brutal, baseada no "antropocentrismo, terrorismo de estado, xenofobia, escravidão, genocídio, projeção de poder, ameaça de força letal e, acima de tudo, medo constante".

## Aparições em ordem cronológica
- Star Wars: Episódio III - A Vingança dos Sith (2005)
- Star Wars: The Clone Wars (2008–2020) (brevemente)
- Star Wars: Os Malfeitos (2021–presente)
- Solo: Uma História Star Wars (2018)
- Obi-Wan Kenobi (2022)
- Star Wars Rebels (2014–2018)
- Rogue One: Uma História Star Wars (2016)
- Star Wars (1977)
- O Império Contra-Ataca (1980)
- O Retorno dos Jedi (1983)
- The Mandalorian (2019–presente) (com vários estados remanescentes diferentes)
- Star Wars: O Despertar da Força (2015) (Como a "Primeira Ordem")
- Star Wars: Os Últimos Jedi (2017) (Como a "Primeira Ordem")
- Star Wars: A Ascensão Skywalker (2019) (Como a "Ordem Final")

## Representação

### Origens

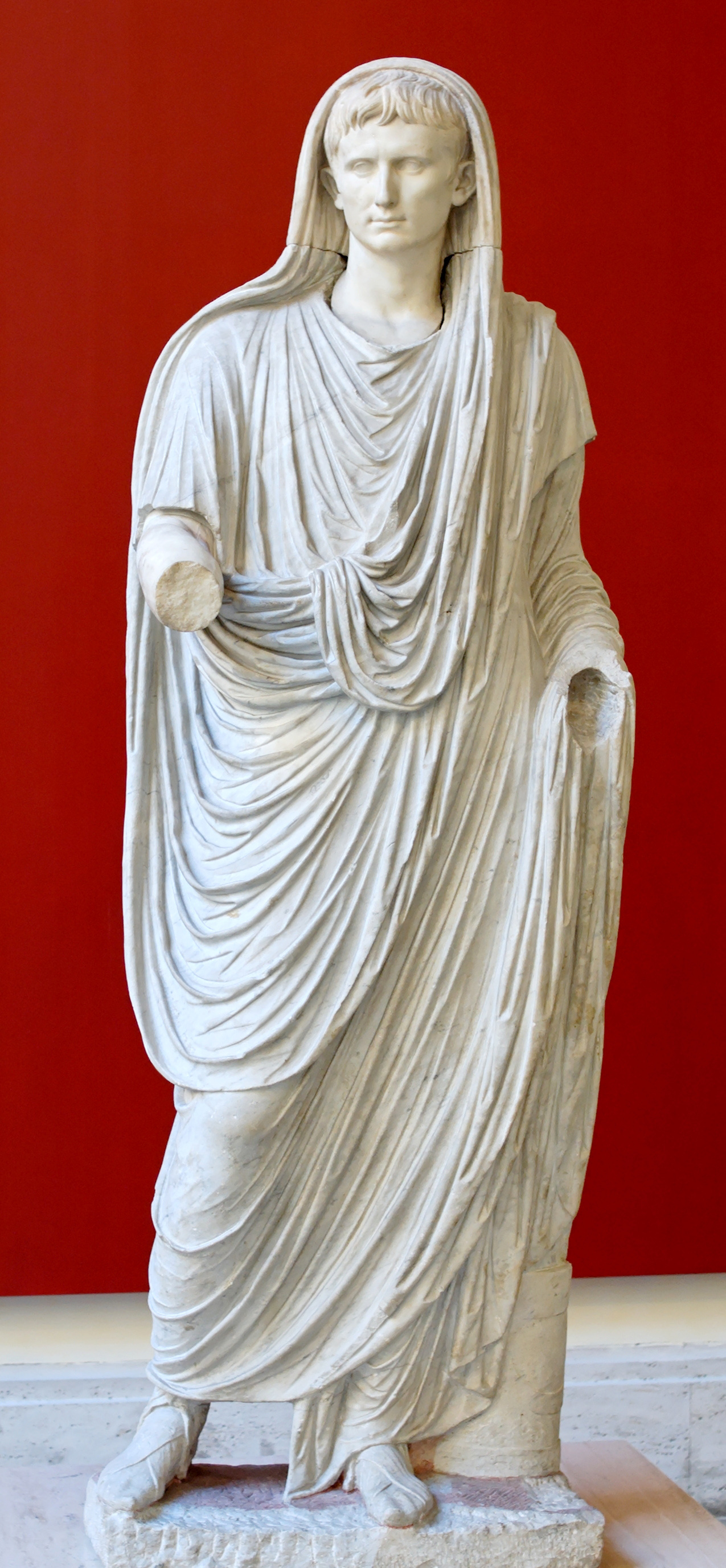
Augusto com as vestes e manto de sua posição como Pontifex Maximus, serviu de inspiração na criação do personagem Palpatine.

O Império Galáctico nasceu do colapso da República Galáctica. No entanto, suas sementes são plantadas durante as Guerras Clônicas, a guerra épica entre a República e a Separatista Confederação de Sistemas Independentes (CSI) retratada no Episódio II: Ataque dos Clones e Episódio III: A Vingança dos Sith. Por causa de um senado corrupto e de uma guerra civil, Palpatine foi facilmente capaz de assumir o controle da República.
No Episódio I: A Ameaça Fantasma, Palpatine apresenta sob a orientação da rainha de Naboo um projeto de taxação progressiva e depois disso convence a Federação do Comércio a invadir o planeta. Em meio a uma disputa comercial e invasão de seu mundo natal, o Senador Palpatine convence a Rainha Padmé Amidala a pedir um voto de desconfiança no Supremo Chanceler da República, Finis Valorum. Palpatine é eleito Chanceler Supremo.
À medida que a luta se intensifica no Episódio II, o Senado Galáctico, a legislatura da República, concede a Palpatine poderes de emergência para lidar com a crise. Palpatine promete devolver seus poderes assim que a paz e a ordem forem restauradas. Sua primeira ordem é criar um grande exército de soldados clones. Ele explora as Guerras Clônicas para acumular poder político e, na época do Episódio III, ele é efetivamente um ditador.
Os Jedi desconfiam dos motivos de Palpatine, temendo que ele tenha ficado sob a influência de um Lorde das Trevas dos Sith chamado Darth Sidious. Suas preocupações são compartilhadas por vários senadores, que suspeitam que Palpatine pode não devolver seus poderes de emergência. Entre eles estão dois que há muito apoiam Palpatine: Padmé Amidala e Bail Organa. O filme acaba revelando que Palpatine e Sidious são um e o mesmo, e Palpatine arquitetou os conflitos como uma bandeira falsa.
Palpatine se revela um Lorde Sith para o Cavaleiro Jedi Anakin Skywalker, prometendo salvar Padmé e seu filho ainda não nascido. Skywalker relata a verdadeira identidade de Palpatine aos Jedi. No entanto, quando o Mestre Jedi Mace Windu confronta Palpatine, Skywalker vem em auxílio de Palpatine e o ajuda a matar Windu. Sabendo que seu envolvimento na morte de Windu fará com que ele seja expulso da Ordem Jedi, Skywalker não tem escolha a não ser se tornar o terceiro aprendiz de Palpatine, Darth Vader. Palpatine declara que os Jedi são traidores e quase extermina a Ordem Jedi em uma massiva carnificina em toda a galáxia.
Seguro em seu poder e posição, Palpatine reorganiza a República no Império Galáctico, com ele mesmo como Imperador vitalício. Com os jedi exterminados, com o Exército de Clones sob o controle do imperador por meio de um chip implantado pelos kaminoanos, com a mudança de regime legitimada pelos poderes de emergência e com os mundos da galáxia exaustos da carnificina das Guerras Clônicas não houve resistência ao golpe. O Senado apoia Palpatine com entusiasmo, embora alguns senadores, como Padmé e Bail Organa, vejam o que está acontecendo. Dois Jedi restantes, Obi-Wan Kenobi e Yoda, montam um contra-ataque. Obi-Wan derrota Vader e o deixa para morrer, mas o duelo de Yoda com Palpatine termina em um impasse e ele é forçado a fugir para salvar sua vida; ambos os Jedi são forçados a ir para o exílio. Gravemente ferido, Vader é resgatado por Palpatine e equipado com cibernética e uma armadura preta com um sistema de suporte de vida. Depois que Padmé morre dando à luz gêmeos, Yoda e Obi-Wan decidem separar os filhos – Luke e Leia – para escondê-los dos Sith. Luke vai para a família adotiva de Vader em Tatooine, enquanto Leia é adotada pelo Senador Bail Organa de Alderaan.

### Governo
Com o fim das Guerras Clônicas, o expurgo da Ordem Jedi e a formação do Primeiro Império Galáctico, Palpatine governa com poder absoluto como Imperador. Entre os eventos de Revenge of the Sith e A New Hope, Palpatine governa a galáxia dos confins de seu fortemente guardado Palácio Imperial em Coruscant, outrora conhecido como o Templo Jedi. Sua estreia no cinema foi na edição especial de Return of the Jedi. A inspiração para a cidade que abrange todo o mundo veio de obras de ficção científica dos anos 1940, especialmente Trantor de Isaac Asimov. Visualmente, lembra os arranha-céus Art Déco de Manhattan.
Star Wars Battlefront II descreve Palpatine como intencionalmente sem uma linha clara de sucessão, desejando a imortalidade ou a destruição do Império. Lorde Darth Vader é o implacável chefe da segurança do Imperador, muito temido em toda a galáxia; um comando de Vader deve ser considerado um comando de Palpatine. Darth Vader e os Inquisidores recebem rotineiramente o controle dos ativos imperiais, mas ficam fora da cadeia de comando tradicional; eles viajam extensivamente para a maioria das regiões galácticas para impor o governo do Imperador e exterminar quase todos os sobreviventes Jedi do expurgo. Sua armada imperial pessoal - a Legião 501º e Esquadrão da Morte - participa da captura da Princesa Leia Organa, da Batalha de Hoth e da Batalha de Endor.
O Senado, agora conhecido como Senado Imperial, nominalmente continua a existir, embora tenha pouco poder. O imperador manteve o Senado ativo porque enquanto os principais sistemas juntamente com os sistemas que apoiaram os separatistas durante as Guerras Clônica puderam ser ocupados militarmente pelo Exército Imperial, por meio de poderes emergências cedido aos futuro imperador na guerra, sistemas que  Palpatine não possuía pretexto para ocupar mantiveram sua autonomia, embora sob o status de estados clientes do Império. A fim de manter esses estados clientes leais ao Império o Senado continuou a existir e manteve algum poder, embora o imperador planeja-se dissolve-lo assim que a Estrela da Morte fosse concluída, já que a superarma poderia destruir qualquer planeta que desafiasse o Império. Aos poucos o Senado foi perdendo seu poder a medida em que o Exército Imperial se fortalecia e os governadores regionais aumentavam sua autoridade sob os sistema sob sua jurisdição. Alguns desses estados clientes como Alderan sob o domínio da Casa de Organa,  ajudaram discretamente a crescente rebelião a florescer fornecendo armas, financiamento e naves. Embora lideres imperais como Tarkin suspeitassem que parte do Senado simpatizava com a rebelião eles não possuíam provas para fornecer um pretexto para suprimir os mundos rebelados. O imperador dissolveu o Senado (fora das câmeras) em Uma Nova Esperança depois de concluir a Estela da Morte I levando a aquisição de alguns dos sistemas restantes pela burocracia imperial.
Outro aspecto importante do Império demostrado por exemplo na trilogia de livros Marcas da Guerra e no jogo Jedi Ordem Caída é que fora exceções como o grão-vizir Mas Ammeda e o grão-almirante Thrawn os não-humanos eram proibidos de servir no Exército Imperial. O Império Galáctico tendia a favorecer os humanos do Núcleo no recrutamento das suas forças militares e burocráticas e desprezar a Orla Exterior e outra regiões distantes. Isso foi legitimado porque muitos nestas regiões apoiaram os separatistas anteriormente, e os planetas que se opuseram a Republica durante a guerra tiveram seu assento no Senado cassado e seus habitantes tratados como cidadãos de segunda classe. Muitos alienígenas foram sujeitos a trabalho análogo a escravidão ou até mesmo a escravidão propriamente dita, como o caso dos wookies em Kashyyyk. Durante a Era do Império o preconceito foi se manifestando aos poucos no novo regime. 
Além de Palpatine, o poder está nas mãos de "Administradores" (governadores planetários), os "Moffs" (governadores de setor) e os "Grand Moffs" (governadores supervisoras). Através desta cadeia de comando, Palpatine dita o controle direto sobre todos os centros populacionais. Grand Moff é um título político na hierarquia do Império Galáctico. O governador Wilhuff Tarkin sugere a criação do cargo e se torna o primeiro Grand Moff.

### Militares
- Grand Moff Tarkin – Chefe da construção da Estrela da Morte após a morte de Krennic, até que foi destruída com ele a bordo.
- Grande Almirante Thrawn – Comandante da Sétima Frota da Marinha Imperial, até desaparer ao ser derrotado na libertação de Lothal.
- Diretor Orson Krennic – Um dos diretores da Estrela da Morte até que Scarif fosse destruído pelo Império para matar todos os rebeldes do planeta, com ele incluído.[15] Krennic também foi o chefe de pesquisa de armas avançadas.[16]

#### Doutrina Tarkin
Em Star Wars, a Doutrina Tarkin foi o plano apresentado por Grand Moff Tarkin ao Imperador Palpatine em 18 ABY que delineou o objetivo e a estrutura do Império: trazer ordem para a galáxia e restaurar o estado de direito para setores dominados pela pirataria e pelo crime organizado, terminando destrutivo conflitos por meio de grande estratégia e doutrina militar, um plano para maximizar o controle social e propaganda, manter a ordem econômica e aumentar a segurança no Império Galáctico. Tarkin acreditava que o principal fator que mais contribuiu para o fim da República não foi, de fato, a guerra, mas o interesse próprio desenfreado, que deixou o corpo político irresponsável e corrupto.
Considere o interesse próprio dos Mundos Centrais, inabaláveis em sua exploração dos Sistemas Externos por seus recursos; os próprios Sistemas Externos, prejudicados por seu desrespeito permissivo ao contrabando e à escravidão; aqueles membros ambiciosos do Senado que buscavam apenas status e oportunidade. Ao dividir a galáxia em regiões, nós, O Império, realmente alcançamos uma unidade anteriormente ausente; onde uma vez nossas lealdades e lealdades foram divididas, agora servem a um ser, com um objetivo: uma galáxia coesa na qual todos prosperam. Pela primeira vez em mil gerações, nossos governadores de setor não estarão trabalhando apenas para enriquecer Coruscant e os Mundos Centrais, mas para melhorar a qualidade de vida nos sistemas estelares que compõem cada setor — mantendo o espaço seguro, mantendo comunicações abertas e acessíveis, garantindo que as receitas fiscais sejam cobradas adequadamente e alocadas para melhorar a infraestrutura.— Star Wars: Tarkin
O plano que Palpatine finalmente implementou em sua totalidade continha três princípios principais: consolidação territorial, comunicação rápida e diplomacia coercitiva. O conceito de Tarkin era que a regra poderia ser estabelecida e mantida "através do medo da força em vez da própria força", e ele acreditava que uma grande exibição de poder - quando combinada com meios opressivos de aterrorizar comunidades - poderia suprimir a dissidência e rebelião à submissão. Esta Doutrina tornou-se a doutrina militar central do Império de manutenção da paz, segurança interna, contra-insurgência e filosofia do terrorismo de estado. O instrumento desse poder é o militar, que inclui os Stormtroopers Imperiais, uma frota massiva de 25.000 Star Destroyers, 50 Super Star Destroyers e a Death Star, uma super arma do tamanho da lua capaz de destruir planetas inteiros.
Os planos para a Estrela da Morte aparecem pela primeira vez (na cronologia do universo) em Ataque dos Clones e a construção começa no final de A Vingança dos Sith. Medidas resumidas estabelecidas pela Doutrina Tarkin:
- Estabeleça "Supersetores" que contenham sistemas tumultuosos; para monitorar e reagir a atividades rebeldes dentro desses sistemas. supersetores seriam formados sem levar em conta as fronteiras dos setores padrão e receberiam mais forças do que outras regiões do Império. Essa presença imperial seria projetada para impedir pequenas facções rebeldes antes que se tornassem uma ameaça estabelecida maior. Uma média de três Grupos Setoriais seria implantada em um super setor.
- Atribua o comando de cada Supervisor a um único indivíduo que se reporta diretamente ao Imperador, a fim de eliminar quaisquer atrasos criados por oportunismo político por conselheiros imperiais.
- Melhore os recursos de comunicação e o tempo de resposta Imperial colocando transceptores HoloNet modificados (canibalizados a partir de transceptores HoloNet existentes) a bordo de cada carro-chefe de cada Grupo de Setor dentro de um comando supersector. Coloque instalações semelhantes a bordo da nau capitânia do Imperador e na Cidade Imperial no Centro Imperial (formalmente Coruscant).
- Controle partes indisciplinadas da Galáxia por meio do medo da força, em vez da própria força. Por meio da combinação da coordenação superior de vários grupos de Superintendência e do controle da informação (mídia de notícias), uma impressão de força avassaladora será instalada nos cidadãos, instilando assim a ideia de que a resistência é inútil.
- Continue a pesquisar e desenvolver naves e armas novas e mais poderosas projetadas para inspirar medo nos sistemas resistentes. Dê ao cidadão uma arma tão poderosa, tão imensa que desafie todos os ataques concebíveis contra ele, uma arma invulnerável e invencível em batalha, que se tornará um símbolo para o Império. Esta arma deve possuir um poder grande o suficiente para despachar um sistema inteiro. Apenas um punhado ou uma dessas armas seria necessária para realizar essa tarefa.

#### Comando Naval Imperial
O Comando Naval Imperial (CNI), também conhecido como Frota Estelar Imperial, é o braço militar do Império Galáctico encarregado de manter a segurança, a paz e a ordem na galáxia. Comandado por Darth Vader, absorveu as forças militares da República Galáctica após a declaração de Palpatine da Nova Ordem. A organização da Marinha Imperial é atribuída aos Moffs.
Em seu auge, a Marinha Imperial comanda milhões de navios de guerra, incluindo cerca de 25.000 destruidores estelares, cumprindo a vontade do imperador em toda a galáxia. O quadro do navio de guerra central do Império é bem estruturado e uniformizado, mas a Marinha Imperial sofre com as embarcações de ataque, em grande parte devido às inadequações de seus próprios caças estelares e defesa pontual. O foco do Império em tamanho, poder de fogo e terror vem às custas de uma frota bem equilibrada. Após sua derrota na Batalha de Endor, o Império Galáctico se divide em facções guerreiras, e a Frota Estelar Imperial junto com ela. Embora muitos dos remanescentes da Marinha Imperial sejam posteriormente reunidos sob impressionantes comandantes imperiais, a organização militar deixa de existir logo após a morte do imperador.
As responsabilidades específicas da Marinha Imperial incluem defender os cidadãos imperiais de ameaças baseadas no espaço (como piratas, contrabandistas e contingentes rebeldes), impor a vontade imperial e supervisionar o comércio por meio de operações alfandegárias e de bloqueio. A Marinha Imperial também realiza bombardeios orbitais e transporta grandes desdobramentos de força terrestre, apoiando-os com apoio espacial, orbital e aéreo. Os oficiais da Marinha Imperial usam o mesmo uniforme padrão que seus colegas do Exército usam, mas é de cor cinza, e ambas as Forças usam placas coloridas no peito para denotar a patente.

#### Corpo Imperial de Caças-Estelares
O Comando de Caças-Estelares Imerial (CCI) foi o ramo de pilotos de caça estelar do Império Galáctico. Embora ele fosse um componente da Marinha, maioria dos pilotos foi designada para operações terrestres com o Exército Imperial. Esse grupo militar foi dispersado após a Batalha de Endor (4 DBY).

#### Corpo Imperial de Stormtrooper
O Corpo Imperial de Stormtropers (CIS) é um corpo de elite de tropas de choque de resposta rápida em todos os ambientes – organizado como o Corpo de Fuzileiros Navais com suas próprias divisões separadas. Os Stormtroopers operam em conjunto com os Tropas Terrestres do Exército e os Tropas da Marinha – que foram usados como forças de guarnição – para reforçar e manter posições defensivas até a chegada dos militares regulares. Quando não estão em sua armadura branca característica, os oficiais Stormtrooper usam uniformes pretos. Enquanto os soldados clones serviram como instrutores para os stormtropers que são escolhidos a dedo por sua lealdade e habilidade, os soldados do exército imperial foram formados a partir de forças militares locais de sistemas sob ocupação imperial. Os Stormtropers são responsáveis por patrulhar todas os principais sistemas e instalações do Império além de manter o equipamento pesado e as naves do Império sob sua supervisão. Ao mesmo tempo os soldados do Exército Imperial, mais numerosos embora menos fanáticos em sua devoção ao Império, mantem sistemas e instalações secundárias. 

### Guerra Civil Galáctica
Com a formação do Império e o expurgo dos Jedi agora completo, a lei marcial é imediatamente declarada em toda a galáxia. Aqueles que se escondem, ou que tentam fugir ou se opor à Nova Ordem Imperial, estão sujeitos à perseguição ou morte. Este é o início da sangrenta Guerra Civil Galáctica que durou décadas entre o Império e a Aliança Rebelde.
A Estrela da Morte, uma estação de batalha do tamanho da lua com poder de fogo suficiente para destruir um planeta inteiro, foi projetada para ser a arma suprema do poder do Império. Grand Moff Tarkin, o comandante da estação, logo após informar aos chefes do Exército Imperial que Palpatine dissolveu o Senado, demonstra esse poder em Uma Nova Esperança, quando ele destrói Alderaan como uma demonstração de força. Na cena culminante do filme, no entanto, a estação é atacada por uma pequena força de caças rebeldes que ficaram de posse das plantas da estação. A batalha termina com a destruição da Estrela da Morte nas mãos de Luke Skywalker, que é o primeiro grande sucesso da Aliança Rebelde contra o Império.
Após mais três anos de conflito, a Aliança consegue uma vitória decisiva sobre o Império no Retorno de Jedi. Na batalha culminante do filme, a Rebelião destrói a segunda Estrela da Morte. Durante esta batalha, Vader se redime matando Palpatine para salvar seu filho Luke Skywalker, mas neste ato de auto sacrifício ele próprio é mortalmente ferido no processo.
No rescaldo de Endor, a perda dupla do Imperador e da Estrela da Morte II cria um vácuo de poder de caos e instabilidade. A ausência de um Senado para manter a população leal e de uma Estrela da Morte para intimida-la enfraquece o Império. Sistemas estelares inteiros declaram secessão deixando de serem estados clientes do Império e passando a fazer parte da Nova Republica, sucessora da Aliança Rebelde, ou a declarar a sua neutralidade. Embora o grão vizir Mas Ammeda responsável pela administração cotidiana da Nova Ordem tenha se intitulado imperador provisório, na ausência do carisma e dos poderes da Força que Sidious possuía, ele foi incapaz de manter o vasto Império unido que sequer possuía uma linha clara de sucessão. Revoltas populares, lutas internas, feudos e senhores da guerra gradualmente dividem o Império com mais eficácia do que qualquer dano que possa ser infligido pela Aliança Rebelde, enquanto os Moffs e os Grand Moffs manobram para agarrar o poder para si mesmos em meio à agitação civil. 
Palpatine deixou ordens póstumas. Após a verificação de sua morte, droides mensageiros são enviados para selecionar oficiais imperiais para retransmitir suas últimas ordens: para iniciar a Operação: Cinder, uma política de terra arrasada encarregando imperiais linha-dura de destruir planetas inteiros para que a Rebelião não possa reivindicá-los. Palpatine não deseja que o Império continue sem sua presença; se ele não pode viver para sempre como o Imperador da galáxia, ele prefere vê-la destruída. Secretamente o imperador tinha renascido em Exegol e queria destruir o Império e recontrui-lo como uma entidade abertamente Sith. O Imperador tinha alcançado a imortalidade antes da traição de Vader via clonagem e poderes ocultos da força, embora o ele estivesse cada vez mais fraco como resultado da sua morte precipitada que não havia dado tempo a ele para preparar completamente seu retorno a vida.  
Um ano após a Batalha de Endor, a Rebelião reforçada derrota o Império enfraquecido durante a Batalha de Jakku e estabelece formalmente a Nova República.

### Era da Nova República
Na época de The Mandalorian, estabelecido cinco anos após a Batalha de Endor, o Império Galáctico não existe mais como um governo oficial ou uma grande potência, e é essencialmente um estado falido sendo substituído por senhores da guerra e estados traseiros competindo com cada outro e a Nova República sobre o vácuo de poder deixado para trás. Um remanescente Imperial estabeleceu uma base no planeta Nevarro, onde o caçador de recompensas Mandaloriano Din Djarin foi contratado para adquirir um ativo, mais tarde revelou ser um bebê sensível à Força chamado Grogu . Djarin abandonou seu trabalho e decidiu proteger a criança, tornando-se inimigo do senhor da guerra imperial Moff Gideon e seu exército de Stormtroopers mercenários.

### Sucessor
Os remanescentes de maior sucesso das reformas do Império como a Primeira Ordem, liderada pelo Líder Supremo Snoke e ex-oficiais imperiais. Eles se tornam uma grande facção na galáxia em O Despertar da Força e enfrentam uma Aliança Rebelde reformada chamada Resistência. A Primeira Ordem chega ao poder através do uso da Base Starkiller, um planeta convertido que se tornou uma super arma que mais tarde destrói o sistema Hosnian, a localização da capital da Nova República. A Base Starkiller foi posteriormente destruída pela Resistência, mas as forças da Primeira Ordem os tiraram do esconderijo e eliminaram a maioria de sua frota. Durante a batalha, Snoke foi morto por seu aprendiz Kylo Ren, que assumiu o título de Líder Supremo.
Aspectos da Primeira Ordem mais tarde se aliariam com a "Ordem Final", liderou uma facção de cultistas Sith conhecida como Sith Eterna, supervisionada por ninguém menos que Palpatine, que havia transferido sua essência para um corpo clonado imperfeito e anteriormente se posicionou para controlar a Primeira Ordem sobre Snoke, um governante fantoche dele. O culto estava estacionado no planeta Sith isolado de Exegol. Palpatine ofereceu a Ren, que o rastreou até o planeta, o controle da Ordem Final em troca de matar o jovem Jedi Rey, a própria neta de Palpatine. Ren inicialmente aceitou a missão, mas depois abandonou sua identidade do lado negro após um duelo com Rey nos destroços da segunda Estrela da Morte. Com a deserção de Ren, Palpatine entregou o comando ao General Enric Pryde, anteriormente um oficial Imperial.
Com a ajuda do espírito de Luke Skywalker, Rey finalmente fez seu caminho para Exegol, guiando a frota da Resistência até o planeta para derrubar a Ordem Final. Com a ajuda de uma Ren redimida e dos espíritos do passado Jedi, ela resistiu às promessas de poder de Palpatine e virou seu próprio relâmpago Sith contra ele, matando o Lorde Sith de uma vez por todas. A frota da Resistência, com a ajuda de seus aliados em toda a galáxia, derrotou Pryde e a frota Eterna Sith para exterminar oficialmente a Ordem Final e o Império Galáctico com ela, após 54 anos de sua existência.